# Bobsleje na Zimowych Igrzyskach Olimpijskich 2022
Bobsleje na Zimowych Igrzyskach Olimpijskich 2022 – jedna z dyscyplin rozgrywanych podczas igrzysk w dniach 13–20 lutego 2022 na torze National Sliding Centre w Pekinie, w Chinach. Na igrzyskach zadebiutuje konkurencja monobob kobiet. 

## Terminarz
Oficjalny terminarz igrzysk.
| Data      | Godzina                         | Konkurencja                  | Mistrz IO 2018                                                     |
| --------- | ------------------------------- | ---------------------------- | ------------------------------------------------------------------ |
| 13 lutego | 9:30 (UTC+08:00) / 2:30 (CET)   | 1 i 2 ślizg Monobob kobiet   | -                                                                  |
| 14 lutego | 9:30 (UTC+08:00) / 2:30 (CET)   | 3 i 4 ślizg monobob kobiet   | -                                                                  |
| 14 lutego | 20:05 (UTC+08:00) / 13:05 (CET) | 1 i 2 ślizg dwójek mężczyzn  | -                                                                  |
| 15 lutego | 20:15 (UTC+08:00) / 13:15 (CET) | 3 i 4 ślizg dwójek mężczyzn  | Justin Kripps Alexander Kopacz Francesco Friedrich Thorsten Margis |
| 18 lutego | 19:50 (UTC+08:00) / 12:50 (CET) | 1 i 2 ślizg dwójek kobiet    |                                                                    |
| 19 lutego | 9:30 (UTC+08:00) / 2:30 (CET)   | 1 i 2 ślizg czwórek mężczyzn |                                                                    |
| 19 lutego | 20:00 (UTC+08:00) / 13:00 (CET) | 3 i 4 ślizg dwójek kobiet    | Mariama Jamanka Lisa Buckwitz                                      |
| 20 lutego | 9:30 (UTC+08:00) / 2:30 (CET)   | 3 i 4 ślizg czwórek mężczyzn | Francesco Friedrich Candy Bauer Martin Grothkopp Thorsten Margis   |

## Medaliści
| Konkurencja      | Złoto                                                                     | Czas    | Srebro                                                                 | Czas    | Brąz                                                     | Czas    |
| monobob kobiet   | Kaillie Humphries                                                         | 4:19,27 | Elana Meyers-Taylor                                                    | 4:20,81 | Christine de Bruin                                       | 4:21,03 |
| dwójki kobiet    | Niemcy Laura Nolte Deborah Levi                                           | 4:03,96 | Niemcy Mariama Jamanka Alexandra Burghardt                             | 4:04,73 | Stany Zjednoczone Elana Meyers-Taylor Sylvia Hoffman     | 4:05,48 |
| dwójki mężczyzn  | Niemcy Francesco Friedrich Thorsten Margis                                | 3:56,89 | Niemcy Johannes Lochner Florian Bauer                                  | 3:57,38 | Niemcy Christoph Hafer Matthias Sommer                   | 3:58,58 |
| czwórki mężczyzn | Niemcy Francesco Friedrich Thorsten Margis Candy Bauer Alexander Schüller | 3:54,30 | Niemcy Johannes Lochner Florian Bauer Christopher Weber Christian Rasp | 3:54,67 | Kanada Justin Kripps Ryan Sommer Cam Stones Ben Coakwell | 3:55,09 |